# Denmark Open 1985
Die ersten Denmark Open des Jahres 1985 im Badminton fanden vom 7. bis zum 10. März 1985 in Aalborg statt.

## Finalergebnisse
| Disziplin    | Sieger                  | Finalist                 | Ergebnis          |
| ------------ | ----------------------- | ------------------------ | ----------------- |
| Herreneinzel | Morten Frost            | Sung Han-kuk             | 15-4, 15-5        |
| Dameneinzel  | Zheng Yuli              | Wu Jianqiu               | 11-8, 8-11, 11-7  |
| Herrendoppel | Li Yongbo Tian Bingyi   | Razif Sidek Jalani Sidek | 17-14, 15-8       |
| Damendoppel  | Kim Yun-ja Yoo Sang-hee | Nora Perry Gillian Gilks | 15-7, 15-7        |
| Mixed        | Dipak Tailor Nora Perry | Martin Dew Gillian Gilks | 15-8, 8-18, 15-10 |